# طارق أيوب
طارق نعيم خليل أيوب  (و. 1967 في الكويت - ت. 8 أبريل 2003 في العراق) صحفي ومراسل أخبار فلسطيني الأصل أردني الجنسية من قرية ياسوف في منطقة سلفيت وسط الضفة الغربية. ولد طارق في الكويت عام 1967 ونال منها شهادته الثانوية، انتقل بعد ذلك إلى الهند حيث درس الآداب وحصل على شهادة البكالوريوس من جامعة كاليكوت عام 1990. انتقل بعد ذلك إلى الأردن عام 1993 وعمل في قطاع الصحافة والإعلام منذ حوالي 10 سنوات، وهو شخصية إعلامية معروفة، وحاصل على ماجستير في اللغة الإنجليزية ودبلوم صحافة.

## مسيرته المهنية
بدأ حياته الصحفية بالعمل في صحيفة جوردان تايمز، وهي صحيفة يومية أردنية باللغة الإنجليزية، ولم تنقطع علاقته بها، وعمل كذلك من خلال موقعه بالأردن مع وكالة WTN وهي وكالة أنباء مصورة مقرها باريس، كما اشتغل أيضا منتجاً ومراسلاً لوكالة أسوشيتد برس APTN من عمان، وانضم أخيراً للجزيرة عام 1998.
تزوج من السيدة ديما طهبوب ابنة نقيب الأطباء الأردني السابق طارق طهبوب، ورزق منها بطفلتين توأم، توفيت إحداهما وبقيت الثانية واسمها فاطمة.

## وفاته
توفي أيوب في عمرٍ زاهد 35 عاماً 8 أبريل 2003 بعد عمله مراسلاً لقناة الجزيرة لثلاث سنوات، بعد أن قام بتغطية بداية الحرب على العراق من منطقة تدعى الرويشد على الحدود العراقية الأردنية ثم انتقل بعدها بأسبوع إلى العاصمة العراقية بغداد، حيث كان طارق وقتها برفقة زملائه على سطح مكتب قناة الجزيرة. توفي بعد إطلاق القوات الأمريكية صاروخاً يستهدف مكتب الجزيرة المكون من ثلاث طوابق. أخلي المبنى فور رؤية الصاروخ إلا من طارق أيوب الذي وافته المنية، وأصيب مرافقه زهير بجروح عميقة.

## وصلات خارجية
- السيرة الذاتية
- صفحة الشهيد طارق أيوب
- طارق أيوب..بعد سبع سنوات من استشهاده على يوتيوب، قناة الجزيرة على اليوتيوب